# Dareios (namn)
Dareios är den svenska formen av det persiska namnet Dariush (fornpersiska: Dārayavahush), vilket även latiniseras Darius.